# Liste der Kulturdenkmale in Beiersdorf (Grimma)
In der Liste der Kulturdenkmale in Beiersdorf sind die Kulturdenkmale des Grimmaer Ortsteils Beiersdorf verzeichnet, die bis Juli 2024 vom Landesamt für Denkmalpflege Sachsen erfasst wurden (ohne archäologische Kulturdenkmale). Die Anmerkungen sind zu beachten.
Diese Aufzählung ist eine Teilmenge der Liste der Kulturdenkmale in Grimma.

## Beiersdorf
| Bild                                    | Bezeichnung | Lage                            | Datierung                                                                                    | Beschreibung | ID       |
| --------------------------------------- | --- | ------------------------------- | -------------------------------------------------------------------------------------------- | --- | -------- |
| Direkt Bild zu diesem Denkmal hochladen | Seitengebäude eines Bauernhofes | Grethener Straße 19 (Karte)     | 1739                                                                                         | Mit Fachwerk-Obergeschoss, als einer der ältesten erhaltenen bäuerlichen Wirtschaftsbauten von wissenschaftlich-dokumentarischem Wert, baugeschichtlich von Bedeutung. Erdgeschoss massiv unterfahren, 1739 nach Auskunft, Obergeschoss Fachwerk mit Lehmstaken, ziegelgedecktes Satteldach, Südgiebelspitze verbrettert und Reste der Verschieferung, Nordgiebel verbrettert. | 08966603 |
| Direkt Bild zu diesem Denkmal hochladen | Seitengebäude eines Bauernhofes | Grethener Straße 22a (Karte)    | 1. Hälfte 19. Jahrhundert                                                                    | Ortsbildgestaltender Fachwerkbau mit dokumentarisch-wissenschaftlicher Wertigkeit und baugeschichtlicher Bedeutung. Zweigeschossig, Obergeschoss Sichtfachwerk, ziegelgedecktes Satteldach, auch im Erdgeschoss Holzfenstergewände, Holzfenster mit Einfachverglasung, saniert. | 08966604 |
| Weitere Bilder                          | Kirche mit Ausstattung, Kirchhof mit Einfriedungsmauer, Denkmal für die Gefallenen des Ersten Weltkrieges und Grabmal Anders sowie lindenbestandene Zuwegung zur Kirche | Neue Grimmaer Straße (Karte)    | 1886–1887 (Kirche); 1887 (Orgel); Anfang 16. Jahrhundert (Taufe); nach 1918 (Kriegerdenkmal) | Neogotische Saalkirche von Christian Gottfried Schramm, gelber Ziegelbau, Einfriedungsmauer des Kirchhofs aus Bruchsteinen, baugeschichtlich, ortsgeschichtlich, personengeschichtlich und ortsbildprägend von Bedeutung - Kirche: Klinkerbau, seitlich stehender Turm, Ziegeldach, Turm Pyramidendach mit Schieferdeckung, neogotische Formensprache, Saalbau, original: Bleiglasfenster (einfach), Altarraum mit Ornament-Bleiverglasung - Einfriedung: Bruchsteinmauer - Wandstele Familie Paul Anders mit Einfassung: Martin Paul Anders, Gutsbesitzer, 3.4.1860 – 14.10.1928, Anna Lina Anders, geb. Köhler, 31.8.1860 – 12.7.1933, Marie Liska Anders, 18.8.1901 – 30.7.1945 - „Lindenallee“ zur Kirche (6 Bäume) - Kriegerdenkmal: Monolith ca. 2,30 m Höhe aus Beuchaer Granit, Relief Lorbeerkranz, Stahlhelm und Eisernes Kreuz, Inschrift „Zum ehrenden Gedenken unserer im Weltkriege 1914–1918 gefallenen Helden“, dann Namensliste - ummauerter Kirchhof als Umgebung einer Dorfkirche aus dem Jahr 1886/87 - Einfriedung: umlaufend Bruchsteinmauer, Abdeckung ebenfalls Bruchstein (saniert). Hauptportal von Westen (Stahlstabtor). - Vegetation: - Linden-Allee zwischen Tor und Kirche, ungleichaltrig, teilweise Altbäume (hoch aufgewachsen). - Vereinzelte Großbäume (Birken, Koniferen). - Rasenfläche mit leichter Bodenbewegung, dichte Gräberbelegung. Teilweise Grabeinfassung mit geschnittenen Eibenhecken. - Nebengebäude (Leichenhalle bzw. Gerätehaus) an der Ostseite - Zugangsweg zwischen Hauptportal und Kirche mit wassergebundener Decke (rötlich) befestigt - Denkmal für die Gefallenen des Ersten Weltkrieges, Granit, sowie liegender Gedenkstein mit Aufschrift „Die Opfer der Kriege mahnen zum Frieden“ außerhalb der Friedhofsmauer neben dem Eingang (erhöht) | 08966601 |
| Weitere Bilder                          | Denkmal für Gefallenen des Ersten und Zweiten Weltkrieges | Neue Grimmaer Straße (Karte)    | Um 1920; 1950                                                                                | Dokument der Ortsgeschichte: Nähe Kreuzung Grethener, Klingaer und Neuer Seelingstädter Straße, auf erhöhter Plattform neben Friedhof-Einfriedung - Erster Weltkrieg: Granitmonolith, mit Sicherheit aus Beuchaer Steinbruch, mit Inschrift „Zum ehrendem Gedächtnis unseren im Weltkriege 1914–1918 gefallenen Helden“ - Zweiter Weltkrieg: schräg an Sandsteinen angelehnte Steinplatte ca. 2,50 Meter breit, 3 Meter hoch, mit Inschrift „Die Opfer der Kriege mahnen zum Frieden!“ (vermutlich 1950 neue Inschrift) | 08966599 |
| Direkt Bild zu diesem Denkmal hochladen | Villa | Neue Grimmaer Straße 28 (Karte) | Um 1905                                                                                      | Architektonisch ansprechender Bau mit reich gegliederter Fassadengestaltung, Dokument der Ortsgeschichte und baugeschichtlich von Bedeutung. Zweigeschossig, Putzbau mit Dekor und Fachwerkgiebel, originale Fenster, vielgliedrige Dachlandschaft mit Ziegeldeckung, rückwärtig entstellender Anbau. | 08966602 |

## Tabellenlegende
- Bild: Bild des Kulturdenkmals, ggf. zusätzlich mit einem Link zu weiteren Fotos des Kulturdenkmals im Medienarchiv Wikimedia Commons. Wenn man auf das Kamerasymbol klickt, können Fotos zu Kulturdenkmalen aus dieser Liste hochgeladen werden:
- Bezeichnung: Denkmalgeschützte Objekte und ggf. Bauwerksname des Kulturdenkmals
- Lage: Straßenname und Hausnummer oder Flurstücknummer des Kulturdenkmals. Die Grundsortierung der Liste erfolgt nach dieser Adresse. Der Link (Karte) führt zu verschiedenen Kartendiensten mit der Position des Kulturdenkmals. Fehlt dieser Link, wurden die Koordinaten noch nicht eingetragen. Sind diese bekannt, können sie über ein Tool mit einer Kartenansicht einfach nachgetragen werden. In dieser Kartenansicht sind Kulturdenkmale ohne Koordinaten mit einem roten bzw. orangen Marker dargestellt und können durch Verschieben auf die richtige Position in der Karte mit Koordinaten versehen werden. Kulturdenkmale ohne Bild sind an einem blauen bzw. roten Marker erkennbar.
- Datierung: Baubeginn, Fertigstellung, Datum der Erstnennung oder grobe zeitliche Einordnung entsprechend des Eintrags in der sächsischen Denkmaldatenbank
- Beschreibung: Kurzcharakteristik des Kulturdenkmals entsprechend des Eintrags in der sächsischen Denkmaldatenbank, ggf. ergänzt durch die dort nur selten veröffentlichten Erfassungstexte oder zusätzliche Informationen
- ID: Vom Landesamt für Denkmalpflege Sachsen vergebene, das Kulturdenkmal eindeutig identifizierende Objekt-Nummer. Der Link führt zum PDF-Denkmaldokument des Landesamtes für Denkmalpflege Sachsen. Bei ehemaligen Kulturdenkmalen können die Objektnummern unbekannt sein und deshalb fehlen bzw. die Links von aus der Datenbank entfernten Objektnummern ins Leere führen. Ein ggf. vorhandenes Icon  führt zu den Angaben des Kulturdenkmals bei Wikidata.